# Hey Negrita
"Hey Negrita" er en sang fra The Rolling Stones, der findes på deres 1976 album Black and Blue.
Krediteret til Mick Jagger og Keith Richards har Ron Wood tilsyneladende skrevet sangen hovedriff, et stykke musik han tog med sig fra Münchens Musicland Studios, hvor han og andre guitarister aflagde prøve for at blive den anden guitarist efter Mick Taylors afgang . For sit bidrag modtog Wood et ”inspireret af” på det endelige album.
I 2003 berettede Wood:” Vi alle, individuelle og sammen, var til reggae, og det var også stemningen dengang. Jeg havde denne her særlige melodistump med ind i studiet, og de andre sagde:” Hvad skal vi starte med?” og jeg sagde:” Jeg har denne her sang.” Charlie Watts sad bagved sit udstyr, og Keith og Mick kom begge i stemning af det. Det var ”Hey Negrita”, hvilket kom meget nemt. Nøglen til at få en sang med i bandet er, at man aldrig prøver og skriver alle ordene. Hvis du har rytmen, er du heldig! Lad Mick skrive ordene, og så har du en chance .”
I sin anmeldelse skrev Bill Janovitz:” ”Hey Negrita” forbinder latin, reggae og funk musik stilene. Mick Jagger har brugt en del tid i New York City, og absorberet nye elementer af dance musikken, specielt latin.”
Om sangens indhold fortæller Janovitz videre:” Jagger har endnu engang valgt ikke at stå tilbage for det kontroversielle… ”Negrita”, et spansk udtryk der oversat betyder ”lille sort pige”, var et kælenavn han havde til sin kone på det tidspunkt Bianca. Sangen, imidlertid, er ubestridelig meget sexy, og Jagger spiller med den klichéagtige Mellem- og Sydamerika, der har kampen mellem kønnene .
| Citat | I say Hey negrita, hey now; Move your body, move your mouth; Shake, lady, way down south; Shake, baby, in your home town | Citat |
|       | |       |

| Citat | Flash of gold in your ears, child; Flash of gold in your eyes; Saw the gleam in your mouth; Saw the steel in your thighs | Citat |
|       | |       |

Denne sang, sammen med nogle af de andre fra Black and Blue, blev udråbt til at være tydelige kønsdiskriminerende overfor kvinder, en anklage der ikke var ny for The Stones på dette tidspunkt.
Jagger sagde til denne lejlighed:” ”Hey Negrita”, er et kompliment. Jeg mener, det er ikke en nedgørelse. Jeg mener, hvad er problemet, ”Hey” delen? Nej, jeg tror vi er over ”Hey”. Hvad, tror du at farvet mennesker ikke vil kunne lide den? Nå… kun de meget følsomme. Det er om sydamerikanere, det er bare hvad du siger, du ved? Du siger, Hey Negrita… Du siger til en kvinde: hey negrita! Faktisk, er det blevet sagt, til min kone, kan du se? .” 
Indspillet i december 1974, og marts og april 1975 i München og på Mountain Recording Studios i Montreux. ”Hey Negrita” synger Jagger, Richards og Wood spillede på guitar Bill Wyman på bass, og Charlie Watts på trommerne. Udover at Preston spillede klaver, spillede han også orgel og sang kor sammen med Richards og Wood.

### Fodnote
1. 1 2  allmusic
2. ↑  Hey Negrita
3. ↑  Hey Negrita